# Manfred Sohn

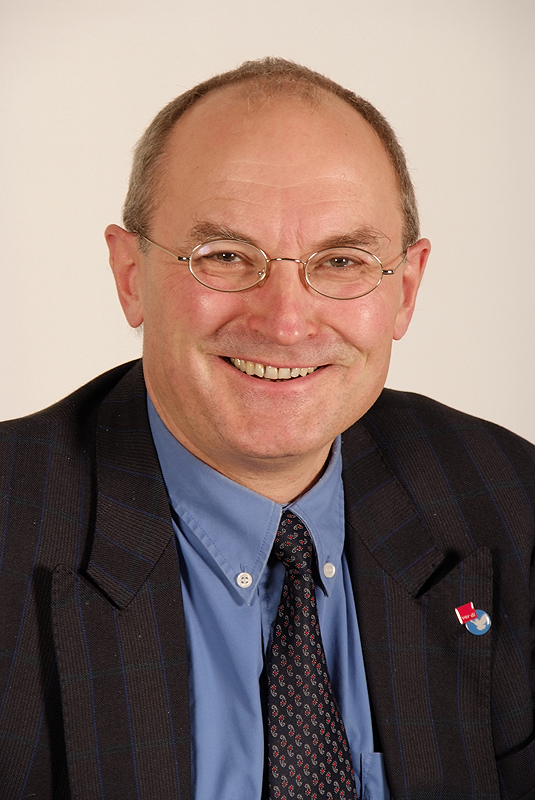
Manfred Sohn im November 2009

Manfred Sohn (* 9. September 1955 in Braunschweig) ist ein ehemaliger deutscher Politiker (DKP, Die Linke). Er war Vorsitzender des Landesverbandes Niedersachsen der Linken und von 2008 bis 2013 Mitglied des Niedersächsischen Landtages.

## Leben und Beruf
Nach dem Schulbesuch in Hannover und Braunschweig (Abitur 1975 an der Gaußschule in Braunschweig) absolvierte Sohn ein Studium der Sozialwissenschaften an der Georg-August-Universität Göttingen, welches er 1980 als Diplom-Sozialwirt beendete. Danach leistete er den Zivildienst ab und war anschließend von 1983 bis 1987 Bundesgeschäftsführer des Fachverbandes Drogen und Rauschmittel im Paritätischen Wohlfahrtsverband. 1988 erfolgte seine Promotion zum Dr. disc. pol. an der Universität Göttingen mit der Arbeit Problemfelder der Nachsorge bei der Hilfe für drogenabhängige Menschen und mögliche Realisierungswege bei der Verbesserung dieser Nachsorge unter Berücksichtigung der Rahmenbedingungen des sozialen Sicherungssystems in der Bundesrepublik Deutschland. Sohn ist seit 1987 bei den VGH Versicherungen in Hannover, zuletzt als Direktionsbevollmächtigter im Vertrieb, tätig. Er gehört dort außerdem dem Gesamtpersonalrat und dem Aufsichtsrat an.
Manfred Sohn wohnt in Rittmarshausen, Gemeinde Gleichen, Landkreis Göttingen. Er hat sechs Kinder.

## Partei
Sohn trat als Schüler in die Sozialliberale Jugend (SLJ) in Niedersachsen ein und gehörte auch dem SLJ-Landesvorstand an. Nach der Vereinigung der SLJ mit den Deutschen Jungdemokraten (DJD) war er Vorsitzender des DJD-Kreisverbandes Hannover. In dieser Zeit war er auch Mitglied der FDP.
Während des Studiums trat Sohn zunächst den Jusos bei und wurde auch Mitglied der SPD. Später wechselte er dann jedoch zum Marxistischen Studentenbund Spartakus (MSB) und wurde dessen Vorsitzender an der Universität Göttingen. Von 1977 bis 2000 war Sohn Mitglied der Deutschen Kommunistischen Partei (DKP). Sohn gehörte in den 1990er Jahren dem DKP-Parteivorstand und dem Sekretariat des Parteivorstandes an. Dort war er für marxistische Theorie und Bildung sowie für die Verbindungen zu den kommunistischen Parteien in den Vereinigten Staaten, im Vereinigten Königreich und in Japan zuständig.
2002 wurde Sohn schließlich Mitglied der PDS. Er gehörte dem Landesvorstand der Partei „Die Linke“ in Niedersachsen an, von 2010 bis 2015 als Vorsitzender des Landesverbandes. 2015 erklärte er seinen Austritt aus der Partei. Er begründete ihn mit einem Zerwürfnis mit Diether Dehm und den anderen niedersächsischen Bundestagsabgeordneten der Linken.
Bei der Bundestagswahl 2021 tritt Manfred Sohn auf dem 14. und letzten Platz der DKP-Landesliste Niedersachsen an.

## Abgeordneter
Bei der Landtagswahl in Niedersachsen 2008 zog Manfred Sohn über die Landesliste in den Landtag ein. Dort wurde er zu einem der zwei Fraktionsvorsitzenden gewählt. Dieses Amt übte er bis 2010 aus. Zudem war er finanz- und haushaltspolitischer Sprecher seiner Landtagsfraktion.
Bei der Landtagswahl in Niedersachsen 2013 konnte die Linke mit ihm als Spitzenkandidaten die Fünf-Prozent-Hürde nicht überwinden, und er schied aus dem Landtag aus.

## Kritik
Sohn wird insbesondere von konservativen politischen Gegnern wegen seiner Äußerung kritisiert, „daß die DDR über 40 Jahre lang der friedlichere und sozial gerechtere Teil Deutschlands war“. In einem Artikel für die Zeitschrift Ossietzky im Jahr 2006 hatte sich Sohn mit dieser Aussage eine Auffassung Hans Modrows zu eigen gemacht.

## Veröffentlichungen
- mit Hans Modrow: Vor dem großen Sprung? Überblick über die Politik der Japanischen Kommunistischen Partei. Schkeuditz 2000.
- mit Georg Fülberth und Charly Kneffel: Zur Lage der kommunistischen Bewegung oder Was bleibt vom Marxismus? Berlin 2001.
- mit Susanne Gamm: Versicherungsvermittlerrecht. Rechtliche Auswirkungen. Karlsruhe 2007.
- Hat das System einen Fehler oder ist es der Fehler? Antworten auf die Finanz- und Wirtschaftskrise von links. Bonn 2009.
- Der dritte Anlauf: alle Macht den Räten. Köln 2012, ISBN 978-3-89438-491-3.
- Am Epochenbruch. Varianten und Endlichkeit des Kapitalismus. Köln 2014.
- Falsche Feinde. Was tun gegen die AfD? Ein alternativer Ratgeber (= konkret texte 70), Hamburg 2017, ISBN 978-3-930786-81-7.
- Die Sanktionsmaschine: Eine Einführung. Kassel 2024, ISBN 978-3-946946-43-4.